# Sucha (okres Chust)
Sucha, ukrajinsky Суха, maďarsky Szuha, je podlouhá vesnice ležící v sousedství obce Broňka (česky také Suchoboronka) v jednotném územním společenství Dovžanská vesnická komunita, v okrese Chust, v Zakarpatské oblasti Ukrajiny. První písemné zmínky o této vsi pocházejí z 18. století. Vesnice je částí obce Broňka. V roce 2001 zde žilo 1806 obyvatel.
V obci je malé místní muzeum.